# C-17 (Spanje)
De C-17 of Eix del Congost is een belangrijke weg in Catalonië, Spanje. Volgens het in 2004 uitgebrachte coderingssysteem voor belangrijke wegen onder beheer van de Catalaanse overheid duidt het eerste nummer (C-17) erop dat het hier gaat om een zuid-noordverbinding en het tweede nummer (C-17) wijst erop dat het hier gaat om de zevende westelijk c-weg.
Hij verbindt Barcelona met Vic en Ripoll door de vallei van de rivier Congost en de bovenloop van de rivier Ter.
De weg begint bij Avinguda Meridiana in het centrum van Barcelona en gaat dan richting het noorden door de buitenwijken en over een gedeelte parallel aan de Autopista C-33 voor de kruising met de Autopista AP-7.
Het passeert ten westen van Granollers nog voor het passeren van Parc Natural del Montseny, het stroomgebied van de rivier Ter en de plaats Vic alwaar hij kruist met de C-25. De weg gaat dan noordwaarts richting de Pyreneeën en eindigt bij Ripoll.
Bij Ripoll wordt de weg de N-152 richting Puigcerdà. Er zijn ook aansluitingen op de N-260, C-26 en de A-26.